# Mogi Mirim EC
Mogi Mirim EC is een Braziliaanse voetbalclub uit de stad Mogi Mirim, in de deelstaat São Paulo.

## Geschiedenis
De club werd opgericht in 1932. In 1950 werd het een profclub, maar de resultaten bleven niet goed tot de jaren tachtig, toen de club eindelijk kon promoveren naar de hoogste klasse van het staatskampioenschap. De club speelde ook verscheidene seizoenen in de Série B en Série C.
In 2008 werd Rivaldo voorzitter van de club.
In 2012 kon de club terug promotie afdwingen naar de Série C en twee jaar later zelfs naar de Série B. Daar kon de club het behoud echter niet verzekeren. In 2016 degradeerde de club uit de hoogtste klasse van het Campeonato Paulista, terwijl ze wel nog in de Série C actief bleven. In 2017 degradeerde de club zelfs verder naar de Série A3, later dat jaar degradeerde de club ook uit de nationale Série C. In de Série D 2018 was de club kansloos en ook in de Série A3 kon de club slechts 7 punten behalen waardoor de club voor de derde keer op rij degradeerde. Door financiële problemen kon de club in 2019 zelfs niet deelnemen aan de Segunda Divisão. De club zou normaal zijn rentree maken in 2020, maar zegde voor een tweede opeenvolgende keer af voor de competitie. In 2021 keerden ze terug en werden ze laatste in hun poule. In 2022 trokken ze zich opieuw terug wegens financiële problemen.

## Bekende (ex-)spelers
- Leandro Pereira
- Rivaldo
- Edgard Lima